# Chiesa di San Giovanni Battista (Brentino Belluno)
La chiesa di San Giovanni Battista è la parrocchiale di Belluno Veronese, frazione di Brentino Belluno in provincia di Verona. Risale al XVIII secolo.

## Storia

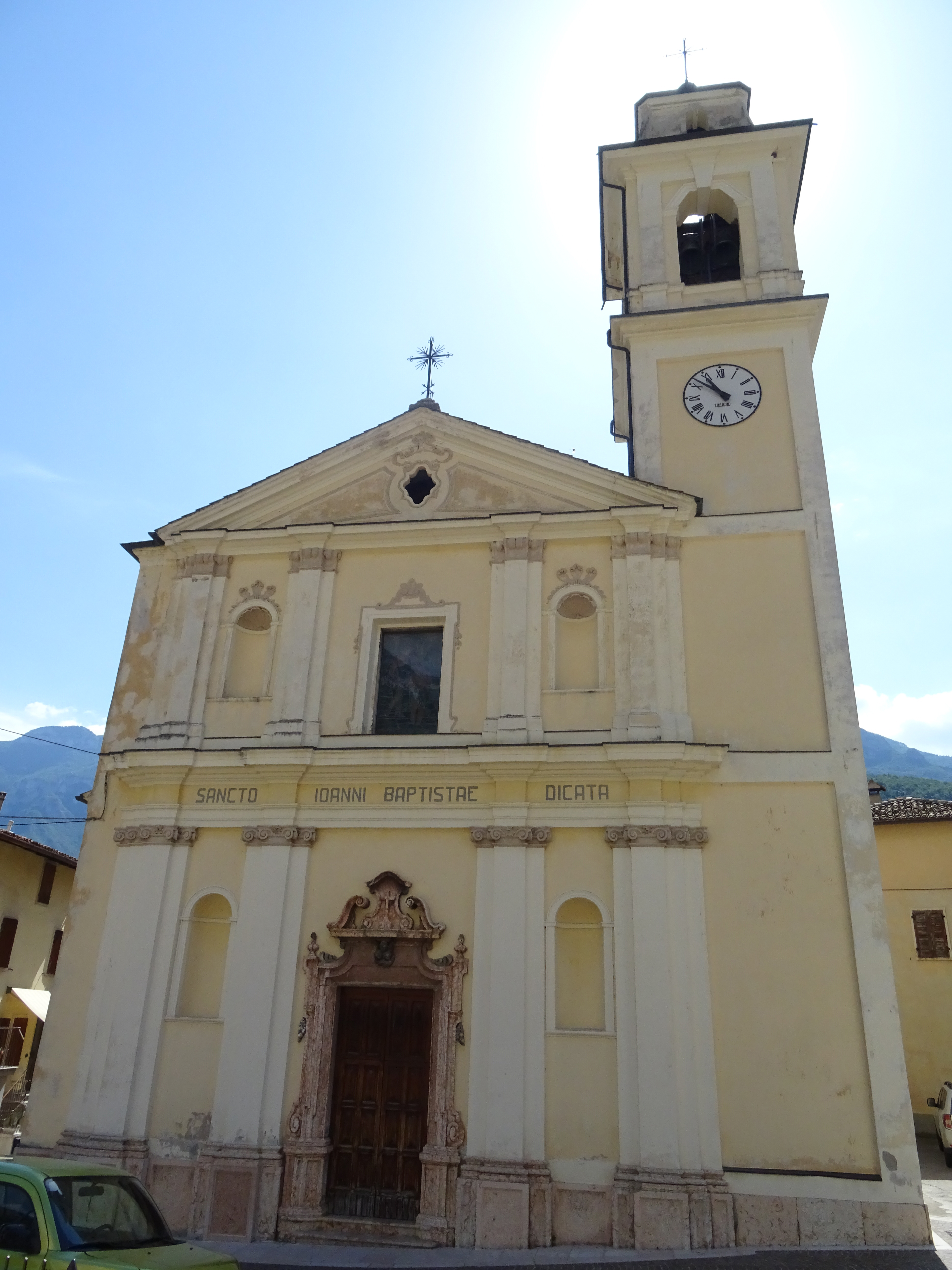
Facciata e campanile

Un primo luogo di culto a Belluno Veronese viene documentato almeno dal XVI secolo come cappella sussidiaria della pieve di Santa Maria Maggiore di Caprino Veronese e che nel 1539 ebbe dignità parrocchiale, rendendo indipendente dal punto di vista della giurisdizione ecclesiastica la comunità di Belluno Veronese da quella di Caprino.
Attorno alla metà del XVIII secolo l'antico edificio, ormai insufficiente per le necessità dei fedeli, venne sostituito dalla nuova chiesa di San Giovanni Battista. Il cantiere venne aperto nel 1748 e nel 1754 i lavori furono conclusi.
La solenne consacrazione venne celebrata nel 1762 dal vescovo di Verona Nicolò Antonio Giustinian.
Nel primo dopoguerra del XX secolo l'interno della sala venne arricchito di decorazioni e, negli anni settanta, questi dipinti vennero restaurati da Ettore d'Iseppi.
Un recente ciclo di restauri si è realizzato nel 2003, ed ha riguardato i prospetti dell'edificio e le sue coperture.

## Descrizione
La facciata, in stile neoclassico con influenze barocche, è orientata verso ovest. È suddivisa in due ordini e conclusa da un frontone triangolare. Il portale architravato ha una cornice molto elaborata. La torre campanaria, costruita accanto all'edificio, richiama la suddivisione in ordini della facciata e, sotto la cella campanaria, ha un orologio.
Nell'interno la sala è unica ma, di fianco al presbiterio, si aprono due navate minori e lungo la navata principale si aprono cappelle con altari laterali. Questi sono dedicati a San Filippo Neri, a San Carlo Borromeo, alla Madonna della Salute e alla  Madonna del Rosario.
Sulla parete frontale dell'abside la pala che rappresenta il titolare  San Giovanni Battista, sull'altar maggiore. 
La sala è pavimentata in marmo rosso di Verona e bianco rosato. Il presbiterio in marmo di Trani.